# Maurice Van Middel
Maurice Van Middel (Brugge, 1886 (?) of 1897 (?) - 1952) was een Belgisch kunstschilder, deel uitmakend van de Brugse School.

## Levensloop
Van Middel liep school in de Brugse kunstacademie bij Edmond Van Hove. Hij had als medeleerlingen en kameraden, Constant Permeke en Achille Van Sassenbrouck.
Hij schilderde vooral Brugse stadsgezichten, met een voorliefde voor het begijnhof. Hij hield af en toe tentoonstellingen, maar een groot deel van zijn werken werd aangekocht door een Brussels verzamelaar, zodat weinig hiervan op de markt circuleerde.